# 上海伦巴
《上海伦巴》是中国大陆女导演彭小莲自编自导的一部影片。该片以上海著名电影演员赵丹和黄宗英的爱情故事为蓝本，为观众展示了1940年代的上海生活。